# برتششمه (مقاطعة فراشبند)
برتششمه (بالفارسية: برچشمه) هي قرية تقع في قسم آويز الريفي (مقاطعة فراشبند) في إيران. يقدر عدد سكانها بـ 22 نسمة بحسب إحصاء 2016.